# Buchanania sessilifolia
Buchanania sessilifolia är en sumakväxtart som beskrevs av Carl Ludwig von Blume. Buchanania sessilifolia ingår i släktet Buchanania och familjen sumakväxter. Inga underarter finns listade i Catalogue of Life.